# Radioteodolit
Radioteodolit – przyrząd do pomiaru wiatrów górnych metodą namiaru radiowego (radiopelengacja). Pomiaru wiatru dokonuje się za pomocą małego nadajnika radiowego unoszonego do atmosfery przez balon pilotowy napełniony wodorem. Namiary nadajnika radiowego dokonane za pomocą r. pozwalają określić kierunek i prędkość wiatrów górnych, bez względu na stan pogody.